# Zygaena laeta
Zygaena laeta is een vlinder uit de familie bloeddrupjes (Zygaenidae). De wetenschappelijke naam is voor het eerst geldig gepubliceerd in 1790 door Hübner.

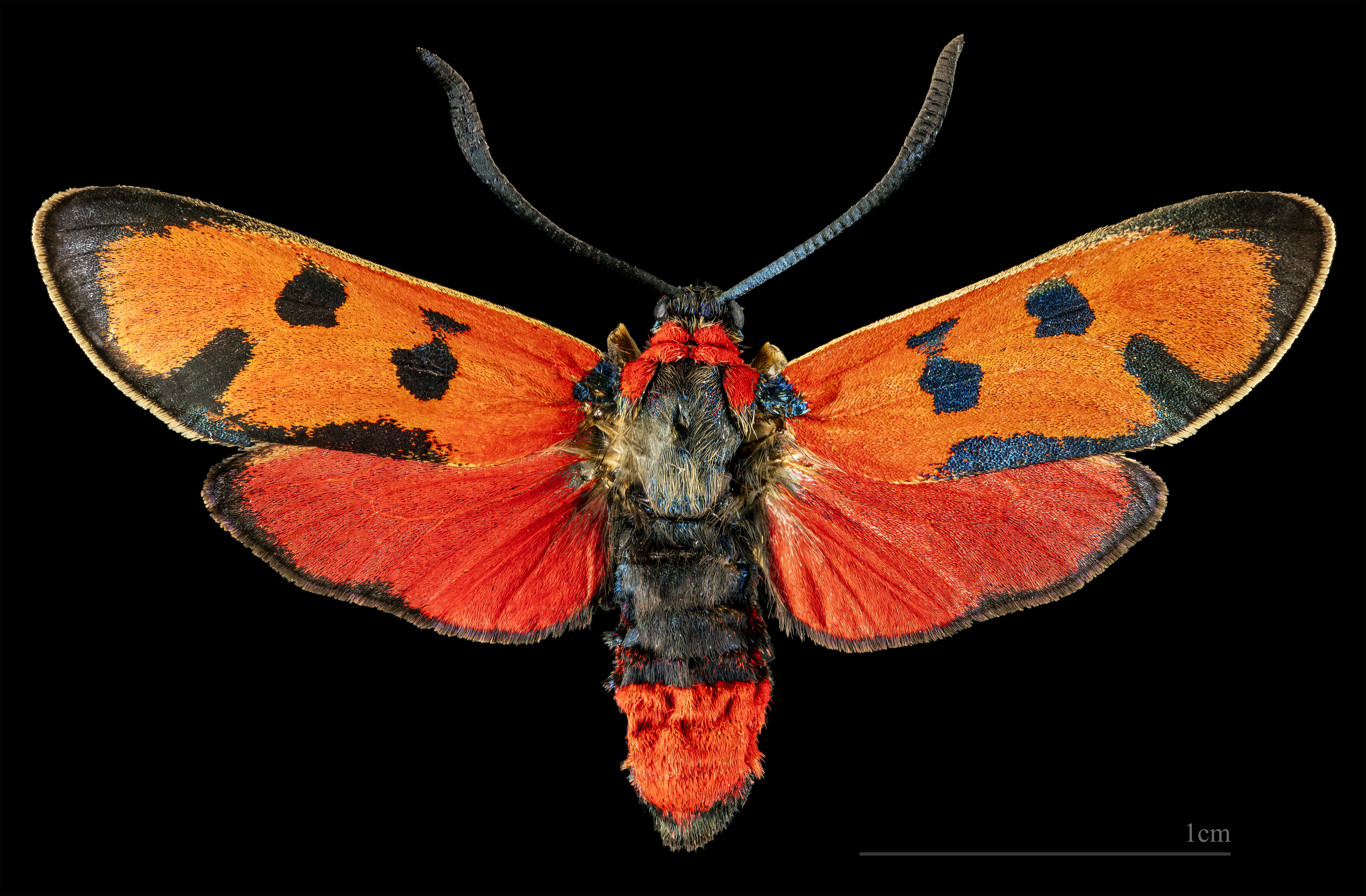
♂
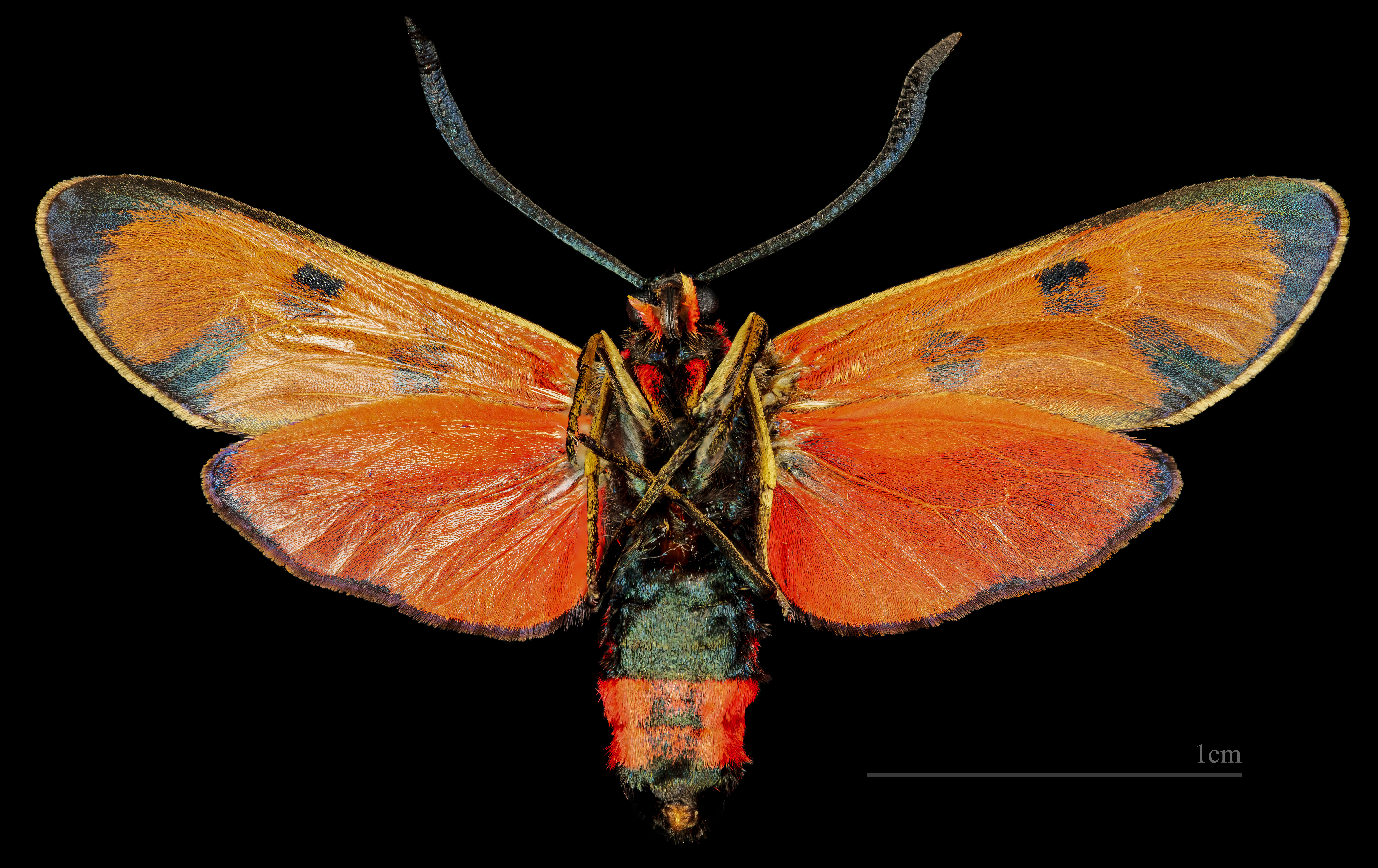
♂ △

De soort komt voor in Europa.